# Lepidiota punctum
Lepidiota punctum är en skalbaggsart som beskrevs av Blanchard 1851. Lepidiota punctum ingår i släktet Lepidiota och familjen Melolonthidae. Inga underarter finns listade i Catalogue of Life.